# Rắn giun thường
Rắn giun thường (danh pháp hai phần: Ramphotyphlops braminus) là một loại bò sát thuộc họ Rắn giun (Typhlopidae). Bề ngoài giống như giun đất trưởng thành nên thường bị nhầm lẫn là giun, ngoại trừ là nó không phân đốt.
Tuy nhìn giống giun nhưng rắn giun là một loài rắn thực sự với đầy đủ các đặc điểm cấu tạo của rắn như có xương sống, có vảy và ngóc đầu lên khi bò,loài này không có độc.
Rắn giun xuất hiện ở Việt Nam không phải quá hiếm, nhưng do đặc điểm cơ thể thường bị nhầm với giun nên ít người chú ý.

## Đặc điểm

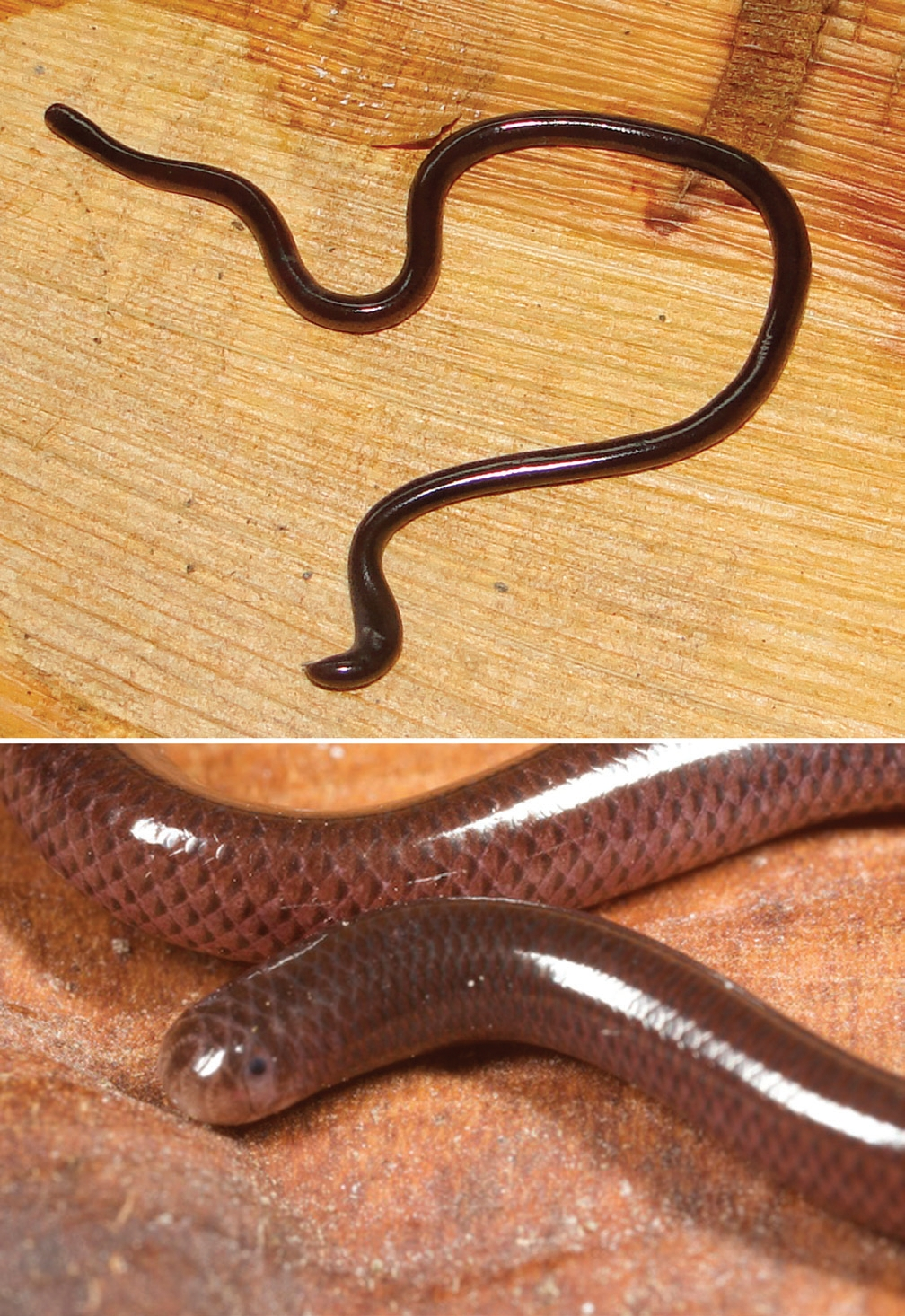
R. braminus ở Đông Timor

Do tập tính sống trong đất nên mắt rắn giun thoái hóa, chỉ còn một chấm nhỏ hầu như không có tác dụng thị lực (vì vậy nhiều nơi còn gọi chúng là rắn mù). Rắn giun có màu nâu đen gần giống màu giun đất nhưng sậm hơn.
Rắn giun chủ yếu sống ở các khu vực ẩm ướt, gần các tổ kiến, mối. Thức ăn chủ yếu của chúng là các ấu trùng, trứng... của kiến, mối. Chúng là loài sinh sản đơn tính (parthenogenesis), tất cả các cá thể được phát hiện từ trước đến nay đều là con cái. Đẻ mỗi lần khoảng 8 trứng, con nở ra có các đặc tính di truyền giống hệt con mẹ.

## Phân bố
Loài rắn này được tìm thấy trên khắp Việt Nam, Thái Lan, bán đảo Malaysia, và Singapore. Nó cũng được ghi nhận từ châu Phi, vùng Trung Đông, các vùng còn lại của châu Á nhiệt đới và một số khu vực của châu Á có khí hậu ôn hòa, các đảo trên Thái Bình Dương, châu Mỹ (Mexico, Hoa Kỳ), Australia.

## Tình trạng
Số lượng loài rắn này tương đối ít, có lẽ là do đặc điểm sinh tồn riêng và sự sinh sản đơn tính chứ không hẳn do các hoạt động của con người.

## Danh pháp đồng nghĩa
- Eryx braminus - Daudin, 1803
- [Tortrix] russelii - Merrem, 1820
- Typhlops braminus - Cuvier, 1829
- Typhlops russeli - Schlegel, 1839
- Argyrophis truncatus - Gray, 1845
- Argyrophis Bramicus - Gray, 1845
- Eryx bramicus - Gray, 1845
- Tortrix bramicus - Gray, 1845
- Onychocephalus capensis - A. Smith, 1946
- Ophthalmidium tenue - Hallowell, 1861
- T[yphlops]. (Typhlops) inconspicuus - Jan, 1863
- T[yphlops]. (Typhlops) accedens - Jan, 1863
- T[yphlops]. accedens - Jan & Sordelli, 1864
- Typhlops (Typhlops) euproctus - Boettger, 1882
- Typhlops bramineus - Meyer, 1887
- Tortrix russellii - Boulenger, 1893
- Typhlops russellii - Boulenger, 1893
- Typhlops braminus - Boulenger, 1893
- Typhlops accedens - Boulenger, 1893
- Typhlops limbrickii - Annandale, 1906
- Typhlops braminus var. arenicola - Annandale, 1906
- [Typhlops braminus] var. pallidus - Wall, 1909
- Typhlops microcephalus - Werner, 1909
- Glauconia braueri - Sternfeld, 1910
- [Typhlops] braueri - Boulenger, 1910
- Typhlopidae braminus - Roux, 1911
- Typhlops fletcheri - Wall, 1919
- Typhlops braminus braminus - Mertens, 1930
- Typhlops braminus - Nakamura, 1938
- Typhlops pseudosaurus - Dryden & Taylor, 1969
- Typhlina (?) bramina - McDowell, 1974
- Ramphotyphlops braminus - Nussbaum, 1980[2]